# MMP26
MMP26 (англ. Matrix metallopeptidase 26) – білок, який кодується однойменним геном, розташованим у людей на короткому плечі 11-ї хромосоми. Довжина поліпептидного ланцюга білка становить 261 амінокислот, а молекулярна маса — 29 708.
| 10         |  | 20         |  | 30         |  | 40         |  | 50         |
| ---------- |  | ---------- |  | ---------- |  | ---------- |  | ---------- |
| MQLVILRVTI |  | FLPWCFAVPV |  | PPAADHKGWD |  | FVEGYFHQFF |  | LTKKESPLLT |
| QETQTQLLQQ |  | FHRNGTDLLD |  | MQMHALLHQP |  | HCGVPDGSDT |  | SISPGRCKWN |
| KHTLTYRIIN |  | YPHDMKPSAV |  | KDSIYNAVSI |  | WSNVTPLIFQ |  | QVQNGDADIK |
| VSFWQWAHED |  | GWPFDGPGGI |  | LGHAFLPNSG |  | NPGVVHFDKN |  | EHWSASDTGY |
| NLFLVATHEI |  | GHSLGLQHSG |  | NQSSIMYPTY |  | WYHDPRTFQL |  | SADDIQRIQH |
| LYGEKCSSDI |  | P          |  |            |  |            |  |            |

A: Аланін

C: Цистеїн

D: Аспарагінова кислота

E: Глутамінова кислота

F: Фенілаланін

G: Гліцин

H: Гістидин

I: Ізолейцин

K: Лізин

L: Лейцин

M: Метіонін

N: Аспарагін

P: Пролін

Q: Глутамін

R: Аргінін

S: Серин

T: Треонін

V: Валін

W: Триптофан

Кодований геном білок за функціями належить до гідролаз, протеаз, металопротеаз. 
Білок має сайт для зв'язування з іонами металів, іоном цинку, іоном кальцію. 
Локалізований у позаклітинному матриксі.
Також секретований назовні.